# La viudita naviera (película)
La viudita naviera es una película española dirigida por Luis Marquina y estrenada el 3 de julio de 1963, basada en la novela homónima de José María Pemán.

## Argumento
En el Cádiz de finales del siglo XIX, la viuda Candelaria - que vive con su cuñada Fidelidad y es dueña de una flota de navíos - contrae matrimonio por poderes con el Capitán Tomás Igartua, destinado en La Habana. El buque, en el que se suponía retornaba a España sufre un naufragio y llegan noticias a la península de que el Caballero ha fallecido. Candelaria se convierte así, por segunda vez, en viuda, ahora pretendida por Don Santiago Filgueras. Cuando se llega a conocer que Igartua nunca subió al barco, Filgueras intenta hacer creer lo contrario a Candelaria para conseguir su amor. Sin embargo, el marido aparece y finalmente consigue triunfar el amor.
- Datos: Q5968492